# Distribuição log-gama multivariada generalizada
Na teoria da probabilidade e estatística, a distribuição log-gama multivariada generalizada (G-MVLG)  é uma distribuição multivariada introduzidas pela Demirhan e Hamurkaroglu em 2011. O G-MVLG é uma distribuição flexível. A assimetria e curtose são bem controladas pelos parâmetros da distribuição. Isso permite que uma controle a dispersão da distribuição. Devido a esta propriedade, a distribuição é usada efetivamente como um conjunto prévio de distribuição na análise Bayesiana, especialmente quando a probabilidade não é a localização-escala da família de distribuições, tais como a distribuição normal.

## Função de densidade de probabilidade conjunta
Se{\displaystyle } função de densidade de probabilidade (pdf) de {\displaystyle }é dado como o seguinte:
{\displaystyle }
onde {\displaystyle }para {\displaystyle }e {\displaystyle }{\displaystyle }é a correlação entre {\displaystyle }e{\displaystyle }, {\displaystyle }e {\displaystyle }indicar determinante e o valor absoluto do interior expressão, respectivamente, e {\displaystyle } inclui parâmetros da distribuição.

## Propriedades

### Função de geração momento conjuntos
A articulação momento em função de geração do G-MVLG de distribuição é a seguinte:
{\displaystyle }

### Momentos marginal central
{\displaystyle } marginal momento central de {\displaystyle }é como o seguinte:
{\displaystyle }

### Valor esperado e variância marginal
Valor marginal esperado {\displaystyle }é como o seguinte:
{\displaystyle }
{\displaystyle }
onde {\displaystyle }e {\displaystyle }são valores de digamma e trigamma funções em{\displaystyle }, respectivamente.

## Distribuições relacionadas
Demirhan e Hamurkaroglu estabelecer uma relação entre o G-MVLG de distribuição e a distribuição de Gumbel (tipo I valor extremo de distribuição) e dá um multivariada forma da distribuição de Gumbel, a saber, a generalizada multivariada Gumbel (G-MVGB) de distribuição. A função de densidade de probabilidade conjunta de {\displaystyle }é o seguinte:
{\displaystyle }
A distribuição de Gumbel tem uma ampla gama de aplicações no campo de análise de risco. Portanto, o G-MVGB de distribuição deve ser benéfico quando é aplicada a esses tipos de problemas..